# Тучинська волость
Тучинська волость — адміністративно-територіальна одиниця Рівненського повіту Волинської губернії Російської імперії. Волосний центр — містечко Тучин.

## Склад
Станом на 1885 рік складалася з 21 поселення, 18 сільських громад. Населення — 15190 осіб (7549 чоловічої статі та 7641 — жіночої), 769 дворових господарств.

## Основні поселення
- Тучин — колишнє державне та власницьке містечко село при річці Горинь, за 24 версти від повітового міста, 513 осіб, 106 дворів; волосне правління; 2 православні церкви, костел, кладовищенська католицька каплиця, синагога, 3 єврейські молитовні будинки, 47 лавок, кузня, столярна майстерня, суконна фабрика. За 3 версти — колонія Амелин із молитовним будинком та школою. За 6 верст — колонія Жалянка із молитовним будинком, школою та вітряком. За 7 верст — цегельний завод. За 10 верст — смоляний завод. За 10 верст — колонія Кути-Залісся із молитовним будинком та школою. За 11 верст — колонія Несподзянка 1-а із молитовним будинком та школою. За 12 верст — колонія Несподзянка 2-а із молитовним будинком та школою. За 15 верст — колонія Несподзянка 3-я із молитовним будинком та школою. За 24 версти — колонія Кухи (Феліціанівка) із молитовним будинком та школою.
- Антонівка — єврейська землевласницьке колонія, 737 осіб, 40 дворів, молитовний будинок, 2 лавки, шкіряний завод.
- Воскодави — колишнє власницьке село при річці Горинь, 464 особи, 55 дворів, православна церква, постоялий будинок, водяний млин.
- Гориньград — колишнє власницьке містечко при річці Горинь, 1039 осіб, 135 дворів, православна церква, костел, кладовищенська католицька каплиця, синагога, школа, 2 лавки, кузня, столярна майстерня.
- Дроздів — колишнє власницьке село при річці Горинь, 395 осіб, 38 дворів, православна церква, школа, постоялий будинок, водяний млин.
- Мала Любашна — колишнє власницьке село, 190 осіб, 23 двори, православна церква, водяний млин.
- Малі Селища — колишнє власницьке село, 171 особа, 15 дворів, православна церква, постоялий будинок, вітряк. Поруч єврейська землевласницька колонія із 36 дворами, 650 мешканцями, 2 молитовними будинками та 2 лавками.
- Річиця — колишнє власницьке село при річці Горинь, 416 осіб, 48 дворів, православна церква, кузня, постоялий будинок, водяний млин, винокурний завод.
- Синне — колишнє власницьке село, 418 осіб, 45 дворів, православна церква, постоялий будинок.
- Шубків — колишнє власницьке село при річці Горинь, 490 осіб, 54 двори, православна церква, школа, постоялий будинок, водяний млин, смоляний та винокурний заводи.

## Польський період
Після окупації Волині поляками волость надалі називалася ґміна Тучин, з 19 лютого 1921 р. у складі повіту входила до новоутвореного Волинського воєводства.
31 грудня 1924 р. до гміни Костопіль приєднано вилучені з гміни Тучин село і селище Малі Селища, села Юзефувка, Мала Любашка, Борщувка, колонії Груди, Анноваль, Крухи, Долганєц, Янішувка, Колбанє, Руденка і Майдан Руденський
12 грудня 1933 р. внесено зміни у складі ґміни і передано:
- із ґміни Бугринь — анклавні луки села Рясники, розміщені при ґрунтах села Козлин ґміни Алєксандр'я;
- до ґміни Алєксандр'я — військові селища Креховецька і Боянівка;
- до ґміни Гоща — село і хутори Синів;
- до ґміни Рувне — колонію Діброва[3].

Польською окупаційною владою на території ґміни інтенсивно велася державна програма будівництва польських колоній і заселення поляками. На 1936 рік ґміна складалася з 45 громад:
1. Анелин — колонії: Анелин і Валевиця;
2. Андріївка — колонія: Андріївка;
3. Антоніїв — колонії: Антоніїв і Полянка;
4. Антонівка — колонія: Антонівка;
5. Антонівка — селище: Антонівка;
6. Бугринський-Майдан — колонія: Бугринський-Майдан;
7. Цецилівка — колонія: Цецилівка;
8. Дроздів — село: Дроздів;
9. Галлерове — військове селище: Галлерове;
10. Горбів — село: Горбів та військове селище: Ведета;
11. Гориньград — містечко: Гориньград;
12. Ядзин Чеславин — колонія: Ядзин Чеславин;
13. Язлівці — військові селища: Язлівці й Залісся;
14. Ючин — колонія: Ючин;
15. Корчимка — колонія: Корчимка;
16. Коростятин — село: Коростятин;
17. Котів — село: Котів;
18. Красниця — колонія: Красниця;
19. Криничка — колонія: Криничка;
20. Кути Залісся — колонії: Кути Залісся і Круглик;
21. Леонівка — колонії: Леонівка і Верховецький Бір;
22. Люцинів — колонія: Люцинів;
23. Матіївка — село: Матіївка;
24. Малятин — село: Малятин;
25. Мар'янівка — колонія: Мар'янівка;
26. Микулин — село: Микулин;
27. Мощони — село: Мощони;
28. Мичів — колонія: Мичів;
29. Несподіванка — колонія: Несподіванка;
30. Новий Прушин — колонія: Новий Прушин;
31. Пустомити — село: Пустомити, фільварок: Пустомити та лісничівка: Березолуки;
32. Пустомицький Майдан — колонії: Пустомицький Майдан і Петровиця;
33. Рисвянка — колонія: Рисвянка;
34. Рисвянка — село: Рисвянка;
35. Річиця — село: Річиця та хутір: Чорничне;
36. Синне — село: Синне та колонія: Подобанка;
37. Собівка — колонія: Собівка;
38. Шубків — село: Шубків;
39. Тучин — містечко: Тучин;
40. Тучин — село: Тучин, фільварок: Ступник та хутір: Видумка;
41. Уршулин — колонія: Уршулин;
42. Воронів — село: Воронів, фільварок: Воронів та селище: Прушин;
43. Воскодави — село: Воскодави, фільварок: Воскодави та хутір: Воскодавська-Діброва;
44. Залянка — колонія: Залянка;
45. Залянка — село: Залянка.

Після радянської анексії західноукраїнських земель ґміна ліквідована у зв'язку з утворенням Тучинського району.